# Mark Forest
Mark Forest, właściwie Lorenzo Luis Degni (ur. 6 stycznia 1933 w Brooklynie, w stanie Nowy Jork, zm. 7 stycznia 2022 w Arleta) – amerykański kulturysta, aktor filmowy, śpiewak, nauczyciel śpiewu i osobisty trener.
Był drugim, po Steve Reevesie, amerykańskim kulturystą, który osiągnął sławę we Włoszech w niskobudżetowych filmach płaszcza i szpady.

## Życiorys
Urodzony w nowojorskim Brooklynie, treningi siłowe rozpoczął wieku 13 lat na Long Island. Mając 19 lat przeniósł się do Kalifornii i stał się częścią sceny kulturystycznej. Pracował przez pewien czas jako model z Mae West, zanim wygrał zawody Mr. America (1952).
Po fenomenalnym światowym sukcesie Herkulesa (1958) stał się drugim amerykańskim aktorem, którego zwerbowali włoscy producenci. Podpisał kontrakt na trzy filmy z La Vendetta di Ercole (1960), który zmienił tytuł na rynek amerykański – Goliat i smok, będąc jego pierwszym filmem. Jego imię zostało zmienione na potrzeby filmu, przed przyjazdem do Europy biegle mówił w języku włoskim. W angielskiej wersji filmu jego roli użyczył głosu Jackson Beck. Był na okładkach magazynów takich jak „Mark Forest” (w styczniu 1958) czy „Sport e salute” (w kwietniu 1967).
Później zasłynął w roli bohatera znanego jako Maciste, który często przemianowany w Herkulesa lub Atlasa w wersjach amerykańskich, w takich filmach jak Olbrzym z Doliny Królów (1961), Maciste, najmocniejszy Gladiator na świecie (1962), Herkules przeciw synom Słońca (1964), Terror Rzymu przeciwko synowi Herkulesa (1964), Il Leone di Tebe (1964) czy Kindar niezniszczalny (1965).
Ostatnio mieszkał w Arleta w Kalifornii i zmarł 7 stycznia 2022, dzień po swoich 89. urodzinach.

## Wybrana filmografia
- 1954: Egipcjanin Sinuhe (The Egyptian) – mniejsza rola
- 1960: La Vendetta di Ercole' jako Herkules/Goliath
- 1960: Maciste nella valle dei Re jako Maciste
- 1961: Maciste, l’uomo più forte del mondo jako Maciste, syn Herkulesa
- 1962: Maciste, il gladiatore più forte del mondo jako Maciste
- 1963: Maciste, l’eroe più grande del mondo jako Maciste / Goliat / Marcellus
- 1963: Maciste contro i Mongoli jako Maciste
- 1964: Maciste, gladiatore di Sparta jako Maciste
- 1964: Maciste nell’inferno di Gengis Khan jako Maciste / Herkules
- 1964: Leone di Tebe jako Arian
- 1964: Ercole contro i figli del sole jako Herkules
- 1964: Il magnifico gladiatore jako Herkules / Attalus
- 1965: Kindar, l’invulnerabile jako Kindar